# موگه
موگه، زنبق دره یا گل برف (نام علمی: Convallaria majalis) از گیاهان گلدار تک‌لپه‌ای و از دسته مارچوبه‌سانان است؛ که در سرزمین‌هایی با آب و هوای معتدل می‌روید. نام متعارف آن در ایران موگه (برگرفته از نام فرانسوی) آن است. گیاهی است چند ساله با ارتفاع ۲۰–۱۰ سانتیمتر که شاخهٔ گل آن معمولاً در ماه اردیبهشت از بین ۳–۲ برگ بالا می‌آید. موگهٔ آلمانی گونه‌ای از آن است که بیشتر جهت مصرف باغبانی کشت می‌شود.
گل موگه گیاهی است معطر با گل‌های کوچک و ظریف. به همین دلیل است که اصطلاحاً به آن گل برف می‌گویند. اما گل‌های سفید آن سمی هستند و ممکن است در خردسالان موجب بروز تهوع و اسهال شوند.
به سبب آنکه عطر خوش آن به بوی مشک شباهت دارد در فرانسه موگه نامیده می‌شود. گفته می‌شود که در صورتیکه دسته گل موگه در اول ماه مه به عنوان هدیه فرستاده شود، شخصی که دسته گل را دریافت می‌کند، خوشبخت می‌شود. همان‌طور از زمان‌های قدیم به عنوان گل مریم مقدس شهرت دارد. موگه جهت هدیه دادن به عروس محبوبیت دارد. این گیاه دارای گل‌های ریز و سفیدی است. در مکانی سایه و خنک به زودی گسترش می‌یابد و ضمن اینکه در هر نوع خاکی هم خواهد رویید خاکی مرطوب و حاوی مقدار زیادی خاک برگ را ترجیح می‌دهد. برای ازدیاد و تکثیر موگه توده‌های خوب رشد یافتهٔ آن را از بهار تا پاییز به چند قسمت تقسیم می‌کنند و جداگانه می‌کارند یا با جدا کردن جوانه‌های بزرگ روی ساقه زیرزمینی در پاییز و همراه با قسمتی از آن که ریشه دار است و کاشت آن در زمستان تکثیر می‌شود.
موگه گل ملی کشور فنلاند و یوگسلاوی است.

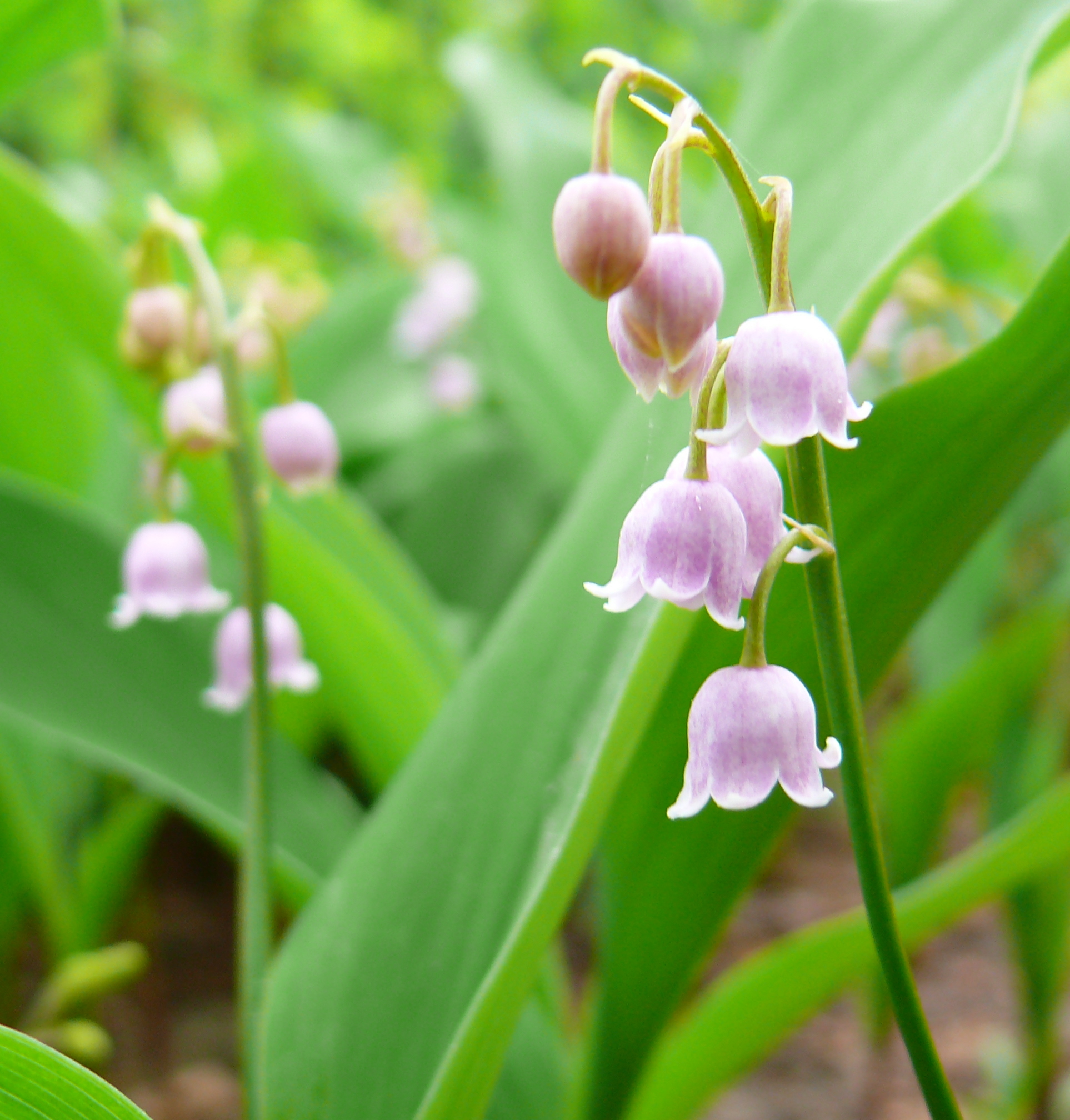
موگه

گیاه زنبقِ دره (Lily-of-the-valley) که گل برف یا موگه نیز نامیده می‌شود - از ریشه تا گل‌های کوچک ناقوسی شکل و سفید آن که با ظرافت و زیبایی بی‌نظیری به شکل واژگون به ساقه‌های باریک گیاه متصل شده‌اند- کاملاً سمی و خطرناک است. خوردن مقادیر کم این گیاه آسیب زیادی وارد نمی‌کند ولی اگر به‌اشتباه مقدار زیادی از آن را مصرف کنید؛ به‌احتمال‌زیاد با عوارضی مثل تهوع، استفراغ، گلودرد، درد شکم، اسهال و دل‌پیچه روبرو خواهید شد. درمان معمول برای مسمومیت زنبق دره، خوراندن زغال یا شستشوی معده‌ی فرد مسموم و احتمالاً تجویز دارو برای تنظیم ضربان قلب است